# Видземские говоры среднелатышского диалекта

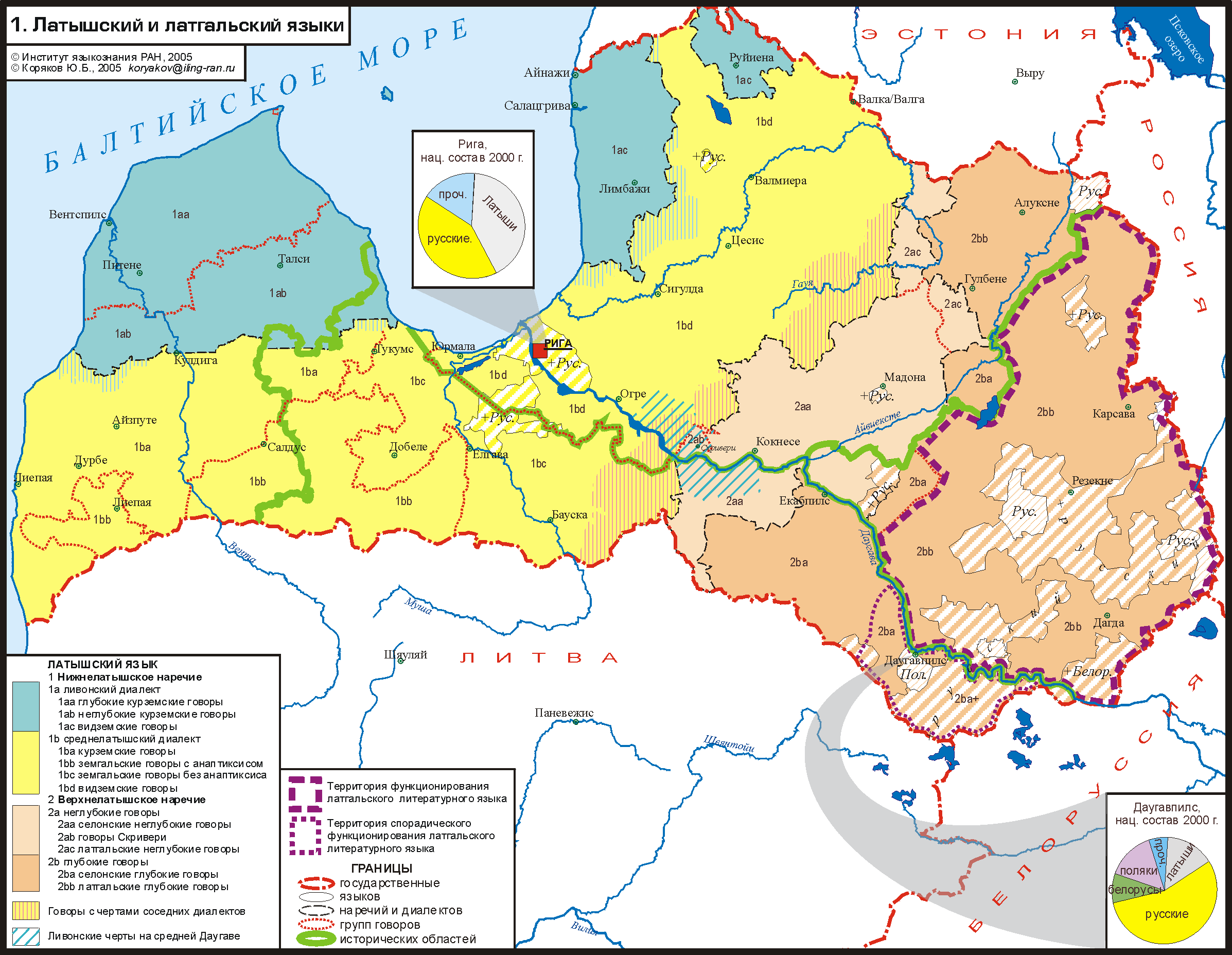
Ареал видземских говоров среднелатышского диалекта на карте распространения латышского и латгальского языков

Ви́дземские го́воры среднелаты́шского диале́кта (также ливонские среднелатышские говоры; латыш. vidzemes vidus izloksnes) — говоры среднелатышского диалекта, распространённые в центральных и в части северных районов Латвии, в центральной Видземе. В составе среднелатышского диалекта видземские говоры противопоставляются курземским и земгальским говорам.
Согласно классификации А. Гатерса, в курземском ареале выделяются ливонские среднелатышские говоры.

## Область распространения
Область распространения видземских говоров размещена в центральных и в части северных районов Латвии в центральной части историко-этнографической области Видземе.
Согласно современному административно-территориальному делению Латвии, ареал видземских говоров занимает территории Мазсалацского, Буртниекского, Валкского, Стренчского, Коценского, Беверинского, Смилтенского, Раунского, Приекульского, Паргауйского, Цесисского, Яунпиебалгского, Лигатненского, Аматского, Саулкрастского, Сейского, Инчукалнсского, Сигулдского, Малпилсского, Огрского, Лиелвардского, Кегумского, Икшкильского, Ропажского, Гаркалнского, Адажского, Царникавского, Стопинского, Саласпилсского, Балдонского, Кекавского, Олайнского, Марупского и Бабитского краёв, а также части территорий Вецпиебалгского и Кримулдского краёв.
Видземский ареал среднелатышского диалекта с севера граничит с ареалом эстонского языка и восточной частью ареала видземских говоров ливонского диалекта, с востока и юго-востока — с ареалом неглубоких (западных) говоров верхнелатышского диалекта. С юга к видземскому ареалу примыкает ареал земгальских говоров среднелатышского диалекта. На юго-западе видземский ареал ограничивается побережьем Балтийского моря, на северо-западе граничит с западной частью ареала видземских говоров ливонского диалекта.

## Диалектные особенности
Для видземских говоров характерны следующие диалектные явления, совпадающие с явлениями земгальских говоров и противопоставленные явлениям курземских говоров среднелатышского диалекта:
1. Сохранение тавтосиллабических -ir, -ur: [zir̂ks] «лошадь»; [bur̃:t] «колдовать». В курземских (и в части верхнелатышских) говорах тавтосиллабические -ir, -ur изменились в [-īr-] и [-ūr-] соответственно: [zī̂rks]; [bū̃rt].
2. Наличие глагольной основы прошедшего времени на -ā- на месте -ē-: [mē̃s vedā̃m] «мы вели / везли». В курземских (и в части верхнелатышских) говорах основа на -ē- сохранилась неизменной: [mē̃s vedē̃m].
3. Образование форм будущего времени от глаголов первого спряжения, корень которых оканчивается на согласные s, z, t, d при помощи вставки -ī- между корнем и суффиксом будущего времени: [es nesī̂šu] «я понесу»; [tu nesī̂si] «ты понесёшь». В части курземских (и в верхнелатышских) говорах эта вставка отсутствует: [es neš̄u]; [tu nes̄i].
4. Одинаковый способ образования возвратных глаголов как от безприставочных, так и от приставочных глаголов: [cel̂tiês] «вставать»; [pìecel̂tiês] «встать». При образовании возвратных глаголов в приставочных глаголах в курземских (а также в верхнелатышских) говорах возможна вставка рефлексивного форманта -s-, -si-, -sa- между приставкой и корнем: [nuôsabeîʒas] «кончается».